# 小豆畑雅一
小豆畑 雅一（あずはた まさかず、1973年8月14日 - ）は、日本の男性俳優。広島県出身。身長175cm。体重73kg。
広島県立呉昭和高等学校、東京経済大学経済学部経済学科卒業。青年座研究所（23期生）を経て、劇団青年座所属。舞台芸術学院では、上演講習の講師も務めている。

## 出演

### テレビドラマ
- おばさんデカ 桜乙女の事件帖8、15
- おらが春
- 緊急救命病院1
- 喰いタン
- 最終特快
- しあわせギフトお届け人1
- ジイジ2〜孫といた夏〜
- CO 移植コーディネーター
- 女優
- 新選組血風録 - 三浦休太郎
- すずらん
- 地方記者・立花陽介14
- 塚原卜伝
- 鉄道警察官・清村公三郎2 - 小山
- 特別企画 大韓航空機爆破23年目の真実
- パートタイム裁判官2
- ハンチョウ〜神南署安積班〜4
- 不機嫌なジーン
- 僕の歩く道
- ミステリーの女王 山村美紗物語
- 旅行作家・茶屋次郎10
- 税務調査官・窓際太郎の事件簿25 - 徳重正雄
- 科捜研の女 第13シリーズ - 羽村瑞男
- 小杉健治サスペンス 決断 - 秘書
- 潔癖クンの殺人ファイル2 - 番組ディレクター
- 吉原裏同心（2016年） - 竹越繁千代 役
- 広域警察8（2017年） - 稲本刑事 役
- 警視庁ゼロ係〜生活安全課なんでも相談室〜 第5シリーズ（2021年） - 城山剛志 役
- 正直不動産 第5話・第7話（2022年5月3日・17日、NHK） - 中島健二 役（声の出演）

### 映画
- 雨あがる
- ゲゲゲの鬼太郎 千年呪い歌 - 漁師
- 釣りバカ日誌18 ハマちゃんスーさん瀬戸の約束
- 武士の一分
- 孤狼の血

### 舞台
- あおげばとうとし
- 赤シャツ
- 家を出た
- 衣装
- こんにゃくの花
- チュチュ
- パートタイマー・秋子
- 評決 - 昭和三年の陪審裁
- 夫婦レコード - 岡田浩二
- 横濱短篇ホテル - 芳崎正志
- あねさきの風 〜学び直しで立ち直った不良たちと学校の物語〜[1]
- ケエツブロウよ-伊藤野枝ただいま帰省中[2]
- 穏やかな人と機[3]

### 吹き替え
- ER緊急救命室
  - シーズンXI #22（ニック〈スペンス・デッカー〉）
  - シーズンXI・XII（サコウィッツ〈ブリテイン・スペリングス〉）

### 特撮
- ウルトラマンマックス（2005年） - 作業員
- 仮面ライダーW（2010年） - 相馬卓
- 仮面ライダーBLACK SUN（2022年） - 主導者

### ラジオ
- 名塚佳織のかもさん學園 #212（2011年10月3日）※磯村純と共に出演[4]

### CM
- 競輪